# 자사 싱 알루왈리아
자사 싱 알루왈리아(Jassa Singh Ahluwalia, 1718년 5월 3일 ~ 1783년 10월 23일)는 시크 연맹 시기 달 칼사의 최고 지도자였다. 그는 또한 알루왈리아 미슬의 미슬다르이기도 했다. 이 시기는 대략 1716년 반다 바하두르가 사망한 때부터 1801년 시크 제국이 설립될 때까지 지속된 막간이었다. 그는 1772년 카푸르탈라국을 설립했다.